# Asesinato de Mahatma Gandhi
Mahatma Gandhi fue asesinado el 30 de enero de 1948, a los 78 años, en el recinto de The Birla House (ahora Gandhi Smriti), una gran mansión en el centro de Nueva Delhi. Su asesino fue Nathuram Godse, de Pune, Maharashtra, un nacionalista hindú, con antecedentes de asociación con el Rashtriya Swayamsevak Sangh (RSS), una organización paramilitar hindú de derecha y de membresía en el Hindu Mahasabha.
Poco después de las 5 p. m., según algunos testigos, Gandhi había llegado a lo alto de las escaleras que conducían al césped elevado detrás de Birla House, donde había estado llevando a cabo reuniones de oración multirreligiosas todas las noches. Cuando Gandhi comenzó a caminar hacia el estrado, Godse salió de la multitud que rodeaba el camino de Gandhi y disparó tres balas a quemarropa en el pecho y el estómago de Gandhi. Mahatma cayó al piso. Lo llevaron de regreso a su habitación en Birla House, de donde un representante salió algún tiempo después para anunciar su muerte. 
Godse fue capturado por miembros de la multitud (el más mencionado de ellos fue Herbert Reiner Jr, vicecónsul de la embajada estadounidense en Delhi) y entregado a la policía. El juicio por el asesinato de Gandhi se inició en mayo de 1948 en el histórico Fuerte Rojo de Delhi, con Godse como principal acusado y su colaborador Narayan Apte y seis personas más considerados coacusados. El juicio se llevó a cabo apresuradamente, y la prisa se atribuyó en ocasiones al deseo del ministro del Interior, Vallabhbhai Patel, de "evitar el escrutinio por no haber evitado el asesinato".  Godse y Apte fueron condenados a muerte el 8 de noviembre de 1949. Aunque los dos hijos de Gandhi, Manilal Gandhi y Ramdas Gandhi, pidieron la conmutación de la pena, fueron rechazadas por el primer ministro de la India, Jawaharlal Nehru, el vice primer ministro Vallabhbhai Patel y el gobernador general Chakravarti Rajagopalachari.  Godse y Apte fueron ahorcados en la cárcel de Ambala el 15 de noviembre de 1949. 

## Ejecuciones
Godse y Apte fueron sentenciados a muerte el 8 de noviembre de 1949. Los dos hijos de Gandhi, Manilal Gandhi y Ramdas Gandhi, pidieron la conmutación de la pena, pero el primer ministro de la India, Jawaharlal Nehru, el vice primer ministro Sardar Vallabhbhai Patel y el gobernador general Chakravarti Rajagopalachari rechazaron estas súplicas. Godse y Apte fueron ahorcados en la cárcel de Ambala el 15 de noviembre de 1949. Según el Almanaque del Crimen Mundial, en el ahorcamiento el cuello de Apte se rompió y murió instantáneamente, pero "Godse murió lentamente por la cuerda"; en lugar de que se le rompiera el cuello, se ahogó "hasta morir durante quince minutos". 